# Michal Kavalčík
Michal Kavalčík (* 13. června 1975 Český Těšín), dříve známý pod přezdívkou Ruda z Ostravy, je český komik, herec, zpěvák a moderátor.

## Život
Vystudoval ostravskou konzervatoř, obor hudebně-dramatický. Účinkoval v muzikálech Dracula, Evita, Hamlet a Krysař, v současnosti hraje v muzikálech Cikáni jdou do nebe (titulní role Lojko Zobara). Od 18 let pracuje jako rozhlasový moderátor, v současnosti na stanici Radio Kiss. Do povědomí veřejnosti se dostal účastí v pořadech Na stojáka a X Factor pod přezdívkou Ruda z Ostravy. S pomocí Noisebrothers vytvořil hudební klip „Markéta“ – parodie na píseň „Falling Slowly“, s Martinou Pártlovou a s pomocí Janka Rubeše a United labels, SE, zase klip „Ostrava“, který paroduje píseň „Empire State of Mind“ od Jay-Zho a Aliciy Keys.
Účinkoval v rámci Letních Shakespearovských slavností v Ostravě v roce 2012 jako Kotrba, mladík z vesnice, a to ve hře Marná lásky snaha.
V roce 2012 účinkoval v pořadu Vtip za stovku televize Barrandov, začátkem roku 2013 pak v pořadu České televize Týden v tahu.[zdroj?]
V roce 2011 zazpíval na Frekvenci 1 na oslavu vítězství Petry Kvitové na Wimbledonu píseň Každý ti to Petro závidí (předělávka písně Každý mi tě lásko závidí od Michala Davida). V roce 2013 nazpíval s Yettym píseň Cysta, která paroduje píseň Cesta od skupiny Kryštof s Tomášem Klusem.[zdroj?]
Jeho partnerkou byla Veronika Arichteva.[zdroj?] Dne 20. června roku 2004 se mu narodil syn Alex.[zdroj?]

## Filmografie
- 1995 – Zlatník Ondra (film)
- 1995 – Azrael, anděl smrti (film)
- 1996 – O králi, hvězdáři, kejklíři a třech muzikantech (film)
- 2004–2016 – Na stojáka (stand-up show)
- 2007 – Na plný kule (TV pořad)
- 2008 – Experiment (TV pořad)
- 2008 – X Factor (TV pořad)
- 2008 – X Mix (TV pořad)
- 2008-2016 – Komici s.r.o. (stand-up show)
- 2009 – KnorTime (TV pořad)
- 2009 – Přešlapy (TV seriál)
- 2009 – První krok (TV seriál)
- 2009 – Podzemák (studentský seriál)
- 2010 – Vyprávěj (TV seriál)
- 2010 – Kde bydlely princezny (dokumentární seriál)
- 2010 – Posádka v zapřažení! (TV pořad)
- 2012 – Koncert proti konci světa (TV pořad)
- 2012 – Selebrity (TV pořad)
- 2012-2017 – Vtip za stovku! (TV pořad)
- 2013 – Isabel (film)
- 2013 – Týden v tahu (TV pořad)
- 2014 – Zejtra napořád (film)
- 2015 – Život je život (film)
- 2015 – Ruda Lejt Najt (TV pořad)
- 2015 – Hrajeme s Alim (TV pořad)
- 2016 – Hloubka ostrosti (film)
- 2017 – Pevnost Boyard (TV pořad)
- 2017-2018 – InstaExpres (internetový pořad)
- 2017-2020 – Divošky (TV pořad)
- 2018 – S pravdou ven (TV pořad)
- 2018 – Partička - 1x jako host (TV pořad, improvizační show)
- 2018 – V.I.P. vraždy (TV seriál)
- 2020 – Ženská pomsta (film)
- 2021 – Pravdivé zprávy (internetový pořad)
- 2021 – Specialisté (TV seriál)
- 2021 – Prostřeno!  (TV show)

## Knihy
1. Komici s.r.o. (2009)
2. Besceler!!! (2011)
3. Selebryta!!! (2013)